# Franciszek Herman

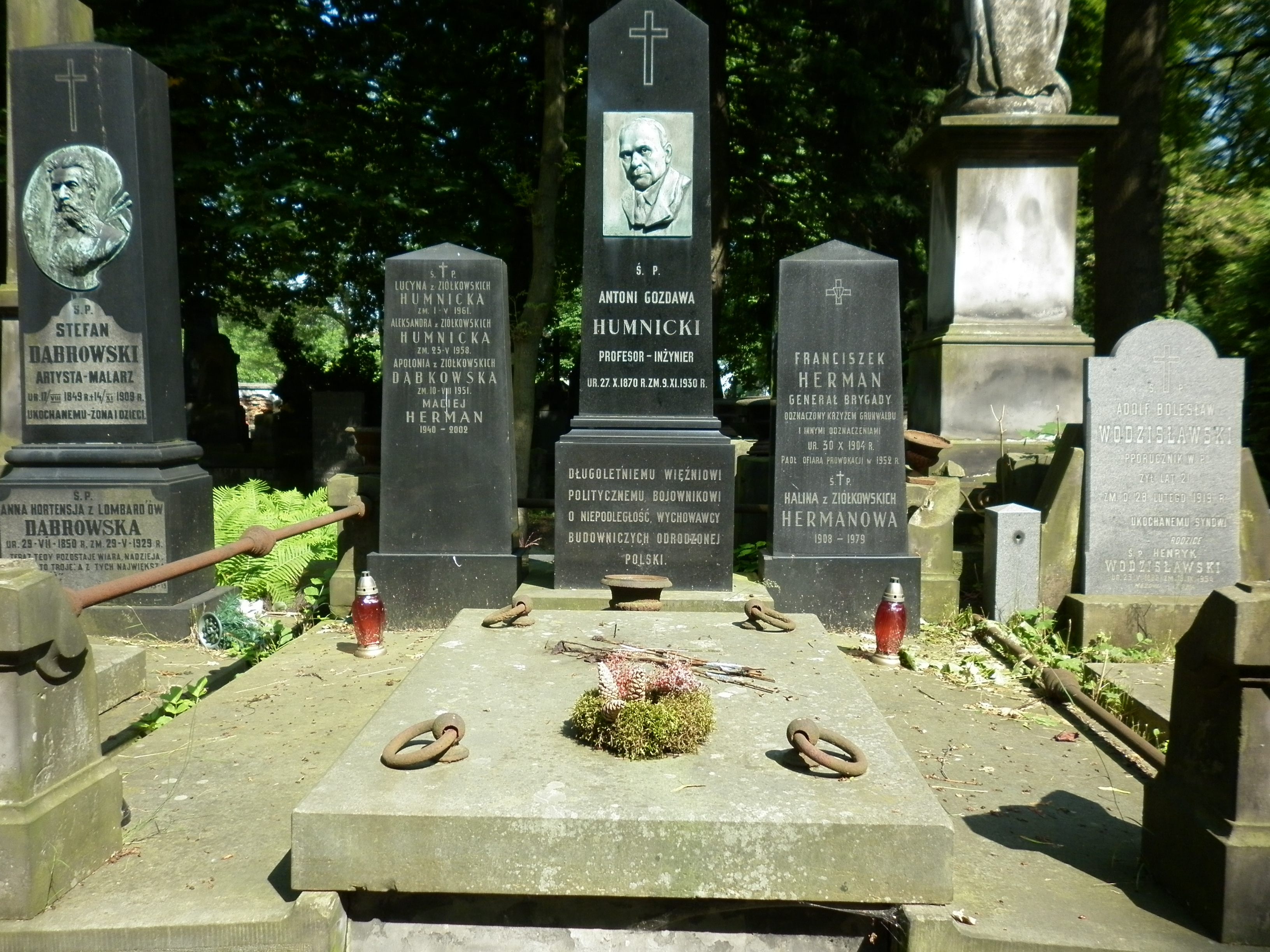
Grób Franciszka Hermana

Franciszek Kwiryn Herman, ps. „Bogusławski”, „Nowak” (ur. 30 października 1904 w Stanisławowie, zm. 21 grudnia 1952 w Warszawie) – generał brygady Wojska Polskiego.

## Życiorys
Był synem urzędnika kolejowego Franciszka Hermana i Władysławy z Tobiasiewiczów. Uczęszczał do szkoły realnej w Żywcu, a następnie gimnazjum w Bochni i Drohobyczu. Jednocześnie prowadził drużynę harcerską. W listopadzie 1918 brał udział w rozbrajaniu żołnierzy austriackich w Żywcu.
W 1920 wstąpił na ochotnika do odrodzonego Wojska Polskiego. W czerwcu 1922 otrzymał świadectwo dojrzałości. Niedługo też podjął studia na Wydziale Chemicznym Politechniki Lwowskiej, lecz przerwał je, poświęcając się zawodowej służbie wojskowej. Wstąpił do Oficerskiej Szkoły Piechoty w Warszawie. 27 lipca 1926 Prezydent RP mianował go podporucznikiem ze starszeństwem z dniem 15 sierpnia 1926 i 1. lokatą w korpusie oficerów piechoty, a minister spraw wojskowych wcielił do 3 pułku Strzelców Podhalańskich w Białej. Jako prymus otrzymał od Ignacego Mościckiego pamiątkową szablę. 15 sierpnia 1928 roku został mianowany porucznikiem ze starszeństwem z dniem 15 sierpnia 1928 roku i 1. lokatą w korpusie oficerów piechoty.
W 1930 został dowódcą plutonu w Kompanii Zamkowej Prezydenta RP. Jednocześnie rozpoczął studia w Szkole Nauk Politycznych w Warszawie, absolutorium uzyskał w 1935. 3 listopada 1934 został powołany do Wyższej Szkoły Wojennej w Warszawie, w charakterze słuchacza Kursu normalnego 1934–1936. 27 czerwca 1935 roku został mianowany kapitanem ze starszeństwem z dniem 1 stycznia 1935 roku i 196. lokatą w korpusie oficerów piechoty. W tym samym roku, po ukończeniu pierwszego roku nauki, wyjechał do Paryża, gdzie rozpoczął dwuletnie studia we francuskiej Wyższej Szkole Wojennej (franc. École Supérieure de Guerre). W sierpniu 1937, po ukończeniu studiów i otrzymaniu tytułu naukowego oficera dyplomowanego, został przeniesiony do 14 Dywizji Piechoty w Poznaniu na stanowisko I oficera sztabu. Od listopada 1938 do sierpnia 1939 był dowódcą 1 kompanii strzeleckiej w 42 pułku piechoty w Białymstoku.
Brał udział w kampanii wrześniowej jako zastępca oficera operacyjnego w sztabie Samodzielnej Grupy Operacyjnej „Narew”, a następnie oficer sztabu gen. Stefana Dąb-Biernackiego. Od lipca 1940 przebywał w Warszawie, gdzie zaangażował się w działalność konspiracyjną w szeregach Związku Walki Zbrojnej i Armii Krajowej. Zajmował się ewidencjowaniem raportów i zestawianiem meldunków wywiadowczych w ramach Biura Studiów Wydziału II Komendy Okręgu Warszawa – Miasto.
Od wiosny 1941 roku organizator i szef Biura Studiów oraz II zastępca szefa Oddziału II KG ZWZ/AK. Rozkazem KG ZWZ nr L. 21/BP z dnia 11 listopada 1941 r. awansowany na majora, a do stopnia podpułkownika rozkazem KG AK L. 113/BP 11 listopada 1943 r. Po aresztowaniu ppłk. Mariana Drobika „Dzięcioła" od grudnia 1943 roku był przez miesiąc pełnił obowiązki szefa Oddziału II KG K. Zdekonspirowany przez Gestapo od lutego 1944 roku przebywał na urlopie. Od czerwca 1944 roku zastępca płk. Kazimierza Iranka-Osmeckiego, szefa Oddziału II KG AK do spraw wywiadu ofensywnego.
Od 1 sierpnia 1944 r. walczył w powstaniu warszawskim. Od 28 września 1944 r. jako pełnomocnik dowódcy AK gen. Tadeusza Bora-Komorowskiego brał udział razem z ppłk. Zygmuntem Dobrowolskim w rozmowach kapitulacyjnych. Po upadku powstania od października 1944 roku w oflagu II C Woldenberg.
Po zakończeniu wojny powrócił do Polski. W sierpniu 1945 roku wstąpił do LWP, został zastępcą szefa Wydziału Operacyjnego Sztabu Generalnego WP, a w maju 1946 roku zastępcą szefa Wydziału Regulaminów w Oddziale Wyszkolenia. W 1946 roku awansowany do stopnia pułkownika. Od sierpnia 1946 roku szef Wydziału Studiów Operacyjnych w Oddziale Operacyjnym, następnie od maja 1947 roku z-ca szefa Oddziału Operacyjnego Sztabu Generalnego, a od kwietnia 1948 roku szef sztabu dowódcy Wojsk Lądowych gen. Stanisława Popławskiego. 22 lipca 1948 r. mianowany generałem brygady. Od lutego 1949 roku szef Studiów Akademii Sztabu Generalnego.
W marcu 1949 roku aresztowany przez Informację Wojskową. W czasie przesłuchań torturowany i zmuszany do złożenia fałszywych zeznań, którymi posłużono się do skonstruowania oskarżenia i aresztowania gen. Józefa Kuropieski. Wyrokiem Naczelnej Prokuratury Wojskowej w Warszawie z 13 sierpnia 1951 r., sygn. akt Sn.6/51 skazany pod fałszywymi zarzutami w tzw. procesie generałów na karę dożywotniego pozbawienia wolności. Zmarł 21 grudnia 1952 roku w więzieniu mokotowskim w Warszawie.
W 1956 roku został zrehabilitowany, a w 1957 roku jego żona uzyskała zgodę i ekshumowała zwłoki męża „pochowanego na Cmentarzu I Komunalnym 22.12.1952 w kwaterze FII, rząd 11 grób 23” na Stare Powązki (kwatera 43-2-6,7)). Grób symboliczny znajduje się w Kwaterze na Łączce.

## Życie prywatne
Mieszkał w Warszawie. Od 1939 był żonaty z Haliną z domu Źiołkowską (1908-1979). Małżeństwo miało dwóch synów.

## Ordery i odznaczenia
- Krzyż Srebrny Orderu Wojennego Virtuti Militari
- Order Krzyża Grunwaldu III klasy
- Krzyż Niepodległości
- Srebrny Krzyż Zasługi (17 marca 1934)[13]
- Państwowa Odznaka Sportowa[14]